# Santuario de Panóias

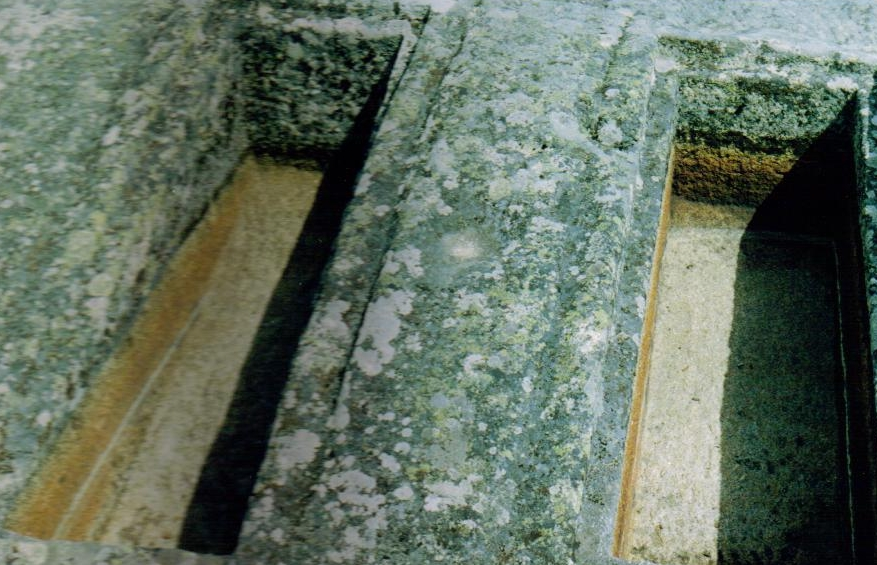
Santuario de Panóias.

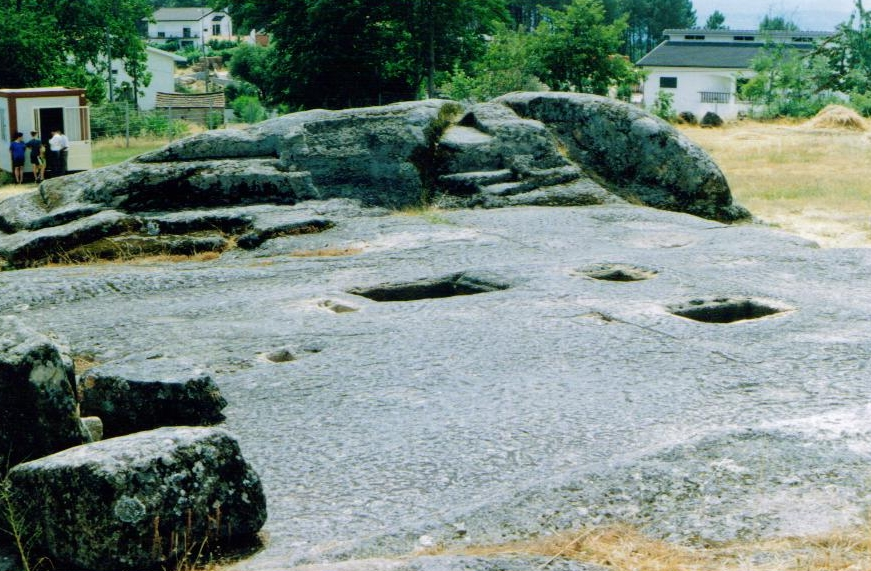
Santuario de Panóias.

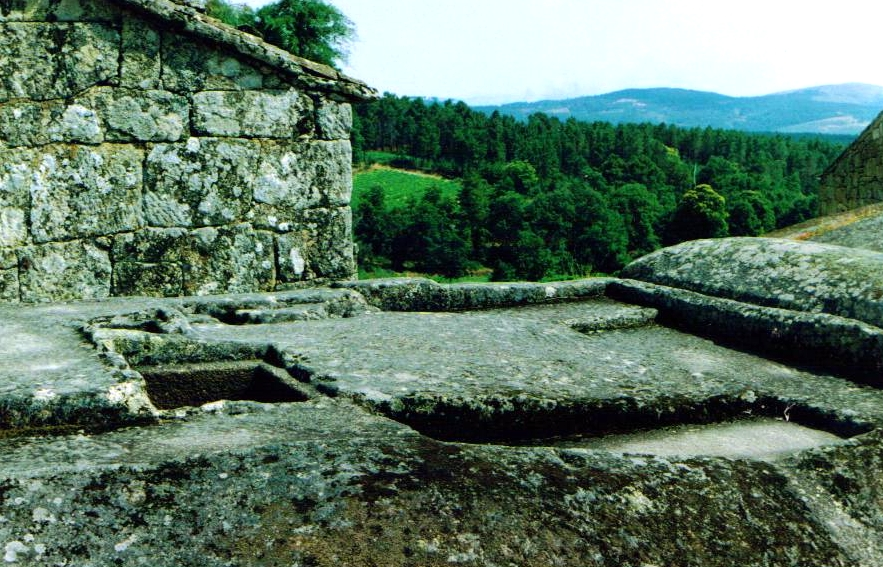
Santuario de Panóias.

El Santuário de Panóias, también llamado Fragas de Panóias, se localiza en Vale de Nogueiras, en el concejo de Vila Real, Portugal. Está a algunos kilómetros de la ciudad. Su construcción se remonta a finales del siglo II-principios del siglo III d. C.

## Distribución
El santuario es un recinto donde se encuentran tres grandes rocas, donde fueron abiertas varias cavidades de varios tamaños, en las que también se construyeron escaleras de acceso. En la roca situada en la entrada del recinto fueron grabadas varias inscripciones - tres en latín y una en griego, describiendo el ritual celebrado, los dioses a quienes era dedicado y quien dedicaba - , una de ellas fue destruida el siglo pasado, pero fue reconstituida a partir de lecturas y registros anteriores.

## Inscripciones
La inscripción desaparecida, en latín, estaba 6/7 metros al este de la segunda inscripción, al lado derecho del camino por donde se entraba al área sagrada. El texto estaría orientado para la roca situada en la entrada del recinto y dice lo siguiente:
DIIS (loci) HVIVS HOSTIAE QVAE CA / DVNT HIC INMOLATVR / EXTRA INTRA QVADRATA / CONTRA CREMANTVR / SANGVIS LACICVLIS IVXTA / SVPERE FVNDITVR
“A los Dioses y Diosas de este recinto sagrado. Las víctimas se sacrifican, y se matan en este lugar. Las vísceras se queman en las cavidades cuadradas en frente. La sangre se vierte aquí al lado para las pequeñas cavidades. Lo estableció Gaius C. Calpurnius Rufinus, miembro del orden senatorial.”
Para la roca de la entrada, se sube por unos escalones, y antes de subir, a la izquierda, se encuentra la segunda inscripción:
DIIS CVM AEDE / ET LACV M. QVI / VOTO MISCETVR / G(neus) C(aius) CALP(urnius) RUFI / NVS V(ir) C(larissimus)

(la primera traducción es de António Rodríguez Colmenero, y la segunda de Geza Alföldy)
"A los dioses, con la aedes y el estanque, el pasaje subterráneo, que se junta por voto."
“G. C. Calpurnius Rufinus consagró dentro del templo (templo entendido como recinto sagrado), una aedes, un santuario, dedicado a los Dioses Severos.”
Quedan los vestigios de uno de los pequeños templos existentes en el recinto. Subiendo las escaleras y pasando al otro lado de la roca, se encuentra la tercera inscripción:
DIIS DEABVSQVE AE / TERNVM LACVM OMNI / BVSQVE NVMINIBVS / ET LAPITEARVM CVM HOC TEMPLO SACRAVIT / G(neus) C(aius) CALP(urnius) RVFINVS V(ir) C(larissimus) / IN QVO HOSTIAE VOTO CREMANTVR
"A todos los dioses y diosas, a todas las divinidades, especialmente a las de los Lapiteas, dedico este estanque eterno, con este templo, Gaius c. Calpurnius Rufinus, varón esclarecido, en el que se quemam víctimas por voto."
“A los Dioses y Diosas y también a todas las divinidades de los Lapitaes, Gaius C. Calpurnius Rufinus, miembro del orden senatorial, consagró con este recinto sagrado para siempre una cavidad, en la cual se quemam las víctimas siguiendo el rito.”
Esta inscripción revela que el recinto está dedicado no solo a los Dioses Severos sino también a los dioses de los Lapitae, dioses de la comunidad indígena que existiría en la región. Delante tenemos la cuarta inscripción (en griego):
Y'l'ICTw CEPA PIDI CYN KANqA Pw KAY MYCTOPIOIC C. C. CALP. RVFINVS V|C.
"El esclarecido varón Caio Calpúrnio Rufino, hijo de Caio, consagró, junto con un estanque y los misterios, (un templo) al más alto dios Serápis."
“Al altísimo Serápis, con el Destino y los Misterios, G. C. Calpurnius Rufinus, claríssimo.”
El senador consagró el recinto sagrado a la divinidad principal de los dioses del Infierno, el Altísimo Serápis, incluyendo una gastra y misterios. Gastra, una cavidad redonda, se encuentra inmediatamente detrás de la inscripción. Su función en el ritual sería la de asar la carne de la víctima, que era consumida en el lugar, en frente del nombre de la divinidad. La quinta inscripción indica el acto final:
DIIS SE(veris) MAN(ibus) DIIS IRA(tis) / DIIS DEABVSQVE (loca) / TIS (hic sacravit lacum et) / AEDEM (Gneus Caius Ca) LP (urnius Ru) FINVS (Clarissimus Vir)
"A los dioses infernales airados que aquí viven, (dedicó) Gaius c. Calpurnius Rufinus, varón esclarecido."
“A los dioses, G. C. Calpurnius Rufinus, claríssimo, con este (templo) ofrece también una cavidad para que se proceda a la mezcla.”
En este sitio, el iniciado se purificaba con sangre, manteca y aceite con lo que se había ensuciado.

## Descripción del lugar
Esta interpretación sobre Panóias es de Geza Alföldy. Con base en sus estudios, podemos hoy decir que tuvimos en el lugar un 
ritual de iniciación con un orden y un itinerario muy precisos – la matanza de las víctimas, siempre animales y nunca humanas, el sacrificio de sangre, la incineración de las víctimas, el consumo de la carne, la revelación del nombre de la autoridad máxima de los infiernos, y por fin la purificación.
En la segunda roca del recinto la iniciación se repetía en un grado más elevado, y en la tercera roca, la más elevada, había un pequeño templo, donde ocurría el acto principal de inicición – la muerte ritual, el entierro y la resurrección.
Hoy en cualquiera de las tres rocas tenemos vestígios de los pequeños templos que eran parte integrante del recinto. Quedan también las diferentes cavidades rectangulares que servían para quemar las vísceras, una cavidad redonda – gastra, para asar la carne, y todavía otra donde se procedía a la limpieza de la sangre, manteca y aceite. Otras cavidades estaban relacionadas con los pequeños templos existentes, y se destinaban a guardar los instrumentos sagrados usados en los rituales.
Existen por tanto en Panóias testimonios de un rito de iniciación de los misterios de las divinidades infernales. Las prescripciones se identifican como partes de una ley sagrada, pero aplicadas a un lugar concreto y preciso. La elección de este lugar no fue hecha por casualidad, sino como fruto de criterios específicos y previamente establecidos. La topografía del lugar desempeñó aquí un importante papel.

## El ritual
La primera piedra contiene las escaleras, y al lado, el "lacus" y el "laciculus". Es visible el rebaje hecho en la roca granítica, para construir un templo, y dentro del mismo, abiertos a pico, los "lavacra" purificatorios donde los "mystae" se limpiaban antes de ofrecer las víctimas, o los depósitos donde los sacerdotes guardaban los instrumentos de sacrificio.
En la segunda piedra existe un orificio que serviría para un poste de hierro o de bronce, apoyado en dos puntales, donde se ataban los animales a sacrificar, que venían adornados con guirnaldas. Los sacerdotes, con vestiduras blancas y coronas hechas de ramas de laurel/roble/acebo/hiedra/parra, conforme al dios al que se destinaba el sacrifício, traían en las manos la patena, una especie de platos redondos de metal. Después, venían los "victimarii", armados del "securis", hachita utilizada para el decuartizamiento de las víctimas.
Cuando todo estaba preparado, un heraldo imponía silencio y los profanos abandonaban el lugar sagrado. Los sacerdotes rociaban a la víctima con la "mola". Los presentes bebían un poco de vino, con el que también hacían la libación derramando un poco en la cabeza del animal. Se encendía el fuego en el respectivo "lacus" y se quemaba el incienso. Ahí, los "Popae", desnudos de la cintura para arriba, conducían la víctima al altar, donde era herida de muerte con un hacha por los "Cultrarii", que le cortaban el cuello. La sangre era recogida en la "patera" y derramada en los "laciculi". La víctima era colocada en la mesa "anclabris", desollada y descuartizada. De acuerdo con un epígrafe hace décadas destruido, se quemaban las vísceras de la víctima en honor de los dioses y el resto de la carne era asada y comida por los presentes, en confraternización con las divinidades.
En esta piedra es visible también un conjunto de "lavacra" (los referidos estanques purificatorios), así como los cimientos de un segundo templo, cuyos sillares se encuentra en las actuales paredes de las casas de la aldea vecina, principalmente en el suelo de la iglesia.
Un poco más al norte, en la dirección que seguimos, nos encontramos con un lacus, donde se ven las ranuras que sostenían las barras de hierro que soportaban la parrilla donde era asada la carne de las víctimas, y el laciculus, donde se derramaba la sangre.
Cerca de veinte metros, del lado de levante, se conservan todavía, en una pequeña roca, los restos de un altar prerromano constituido por diversas covachas unidas entre sí por surcos, donde los Lapiteas llevarían a cabo el culto a sus dioses, como a Reva Marandiguius, divinidad que vivía en las alturas del Marão, e, hipotéticamente, a las serpientes y a los jabalíes. Siguiendo en dirección norte, por una escalera excavada en la roca, se da con otro altar de los Lapiteas, constituido por covacha y surco.